# Wahlenbergia scottii
Wahlenbergia scottii är en klockväxtart som beskrevs av Mats Thulin. Wahlenbergia scottii ingår i släktet Wahlenbergia och familjen klockväxter. Inga underarter finns listade i Catalogue of Life.